# Empoasca junipera
Empoasca junipera är en insektsart som beskrevs av Delong 1931. Empoasca junipera ingår i släktet Empoasca och familjen dvärgstritar. Inga underarter finns listade i Catalogue of Life.